# Legislatuurregering
Een legislatuurregering is een regering die voor een volledige regeerperiode benoemd is. De gewestregeringen in België zijn een voorbeeld van legislatuurregeringen. Legislatuurregeringen kunnen geen ontslag nemen tenzij het parlement een nieuwe regering benoemt door middel van een constructieve motie van wantrouwen. Het ontslag van een regering kan niet tot vervroegde verkiezingen leiden.
Het voordeel van legislatuurregeringen en -parlementen is dat de verkiezingen op vaste en dus lang op voorhand voorspelbare tijdstippen plaatsvinden. Bovendien zijn er minder vaak verkiezingen. Een argument dat de voorstanders van legislatuurregeringen weleens gebruiken, is dat ze meer stabiliteit brengen binnen de regeringen omdat de coalitiepartners niet met vervroegde verkiezingen kunnen dreigen. De tegenstanders argumenteren dan weer dat in het geval van een diepe crisis, het probleem niet opgelost kan worden door het voor te leggen aan de kiezers via vervroegde verkiezingen.
Legislatuurregeringen kunnen ook gebruikt worden om de regeringen op verschillende niveaus op elkaar af te kunnen stemmen, of om de verkiezingen voor alle entiteiten op eenzelfde niveau gelijktijdig te laten verlopen (denk bijvoorbeeld aan gemeenteraadsverkiezingen).